# Lacanobia intermedia
Lacanobia intermedia är en fjärilsart som beskrevs av Tutt 1891. Lacanobia intermedia ingår i släktet Lacanobia och familjen nattflyn. Inga underarter finns listade i Catalogue of Life.